# Rybák severní
Rybák severní (Thalasseus sandvicensis, syn. Sterna sandvicensis) je velký druh rybáka. Hnízdí na atlantském pobřeží Severní i Jižní Ameriky a na pobřeží Evropy na východ po Kaspické moře. Na zimu táhnou k jihu, evropští ptáci zimují v Africe a Středozemním moři. Do Česka zalétá jen výjimečně, k roku 2023 byl pozorován 18×.

## Taxonomie

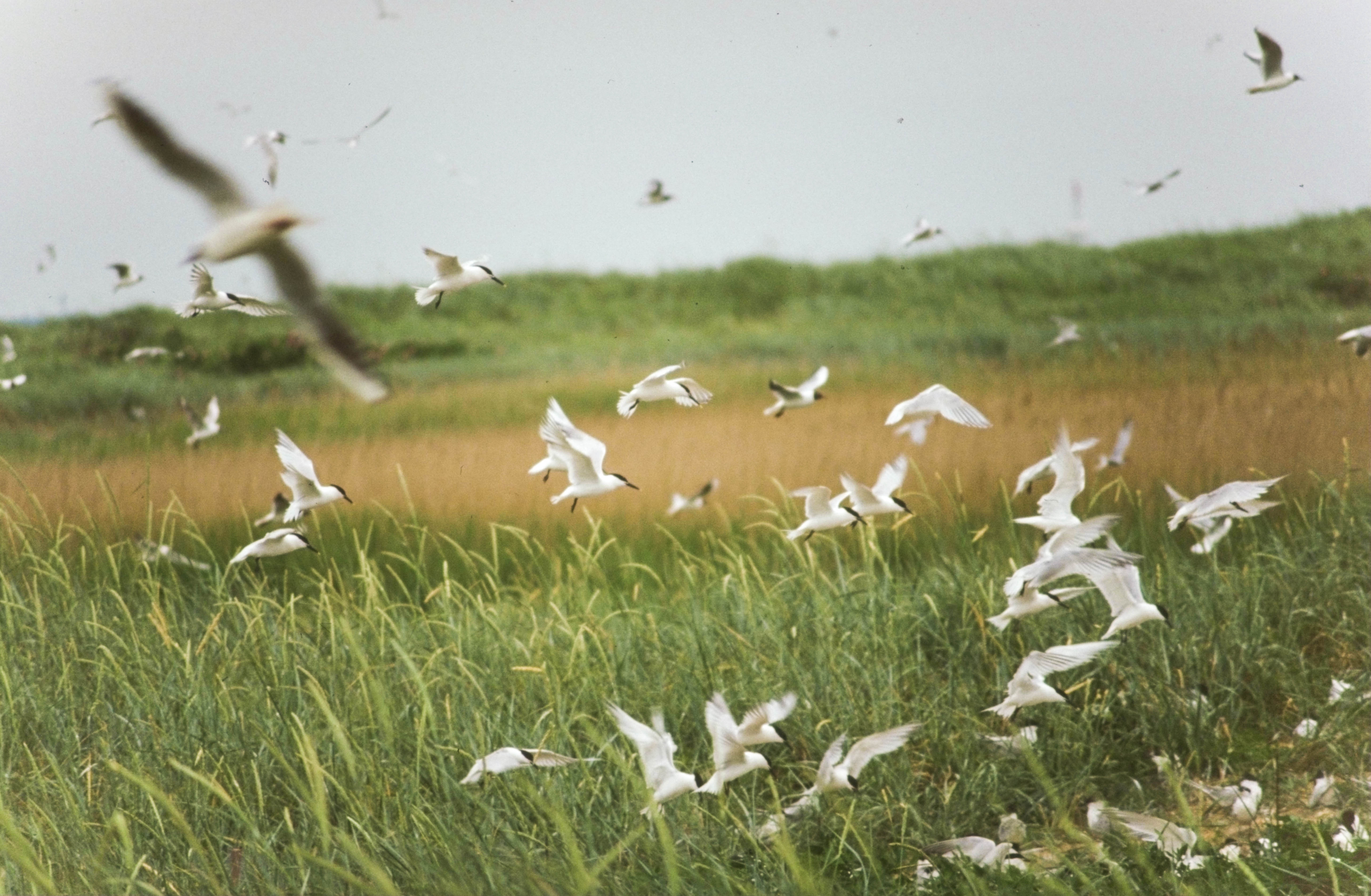
Hnízdění rybáků severních

Rybáka severního poprvé popsal ornitolog John Latham v roce 1787 pod odborným názvem Sterna sandvicensis, který se držel donedávna, konkrétně do doby, než byl rybák severní zařazen do rodu Thalasseus a jeho odborný název byl změněn na Thalasseus sandvicensis. Takto ho označil již přírodovědec Boie v roce 1822, ale až v nedávné době byly provedeny DNA testy, které potvrdily příbuznost s jinými druhy z rodu Thalasseus. Název tohoto rodu je odvozen od řeckého slova, které znamená „moře“.
Tento druh nemá žádné poddruhy. Dříve existovaly dva, ty ale byly označeny za samostatné druhy.

## Vzhled
Jedná se o středně velkého rybáka, jehož délka těla se pohybuje mezi 37 a 43 cm. Rozpětí křídel je 85 až 97 cm. hmotnost se pohybuje okolo 90 a 175 g. Pohlavní dimorfismus je nevýrazný: samice jsou podobně velké i těžké a zároveň podobně zbarvení. Rybáci severní mají světle šedý hřbet a křídla, černou čepičku na hlavě a sněhově bílé břicho. V průběhu léta se může světle šedá na křídlech a hřbetu změnit na tmavě šedou. Naopak v zimě jim zesvětlí černá čepička na hlavě. Mláďata jsou kropenatá, jinak se od dospělých moc neliší. Klasické zbarvení se objeví po prvním přepeřování. Nohy jsou jasně červené, podobně jako zobák, který je dlouhý, úzký.

Jedná se o poměrně hlasité ptáky, kteří vydávají zvuky podobné Kear-ik nebo Kerr.

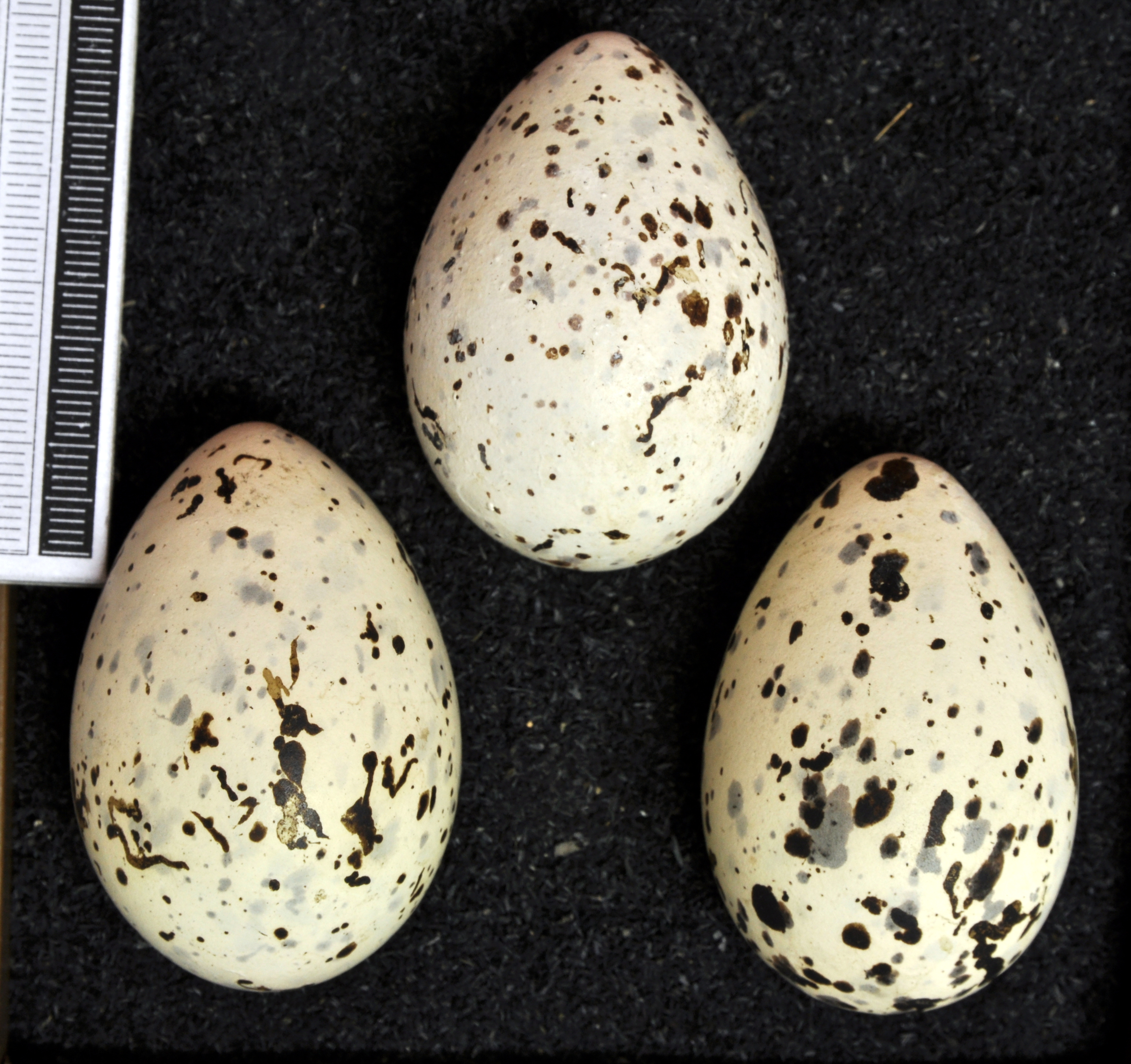
Vajíčka rybáků severních
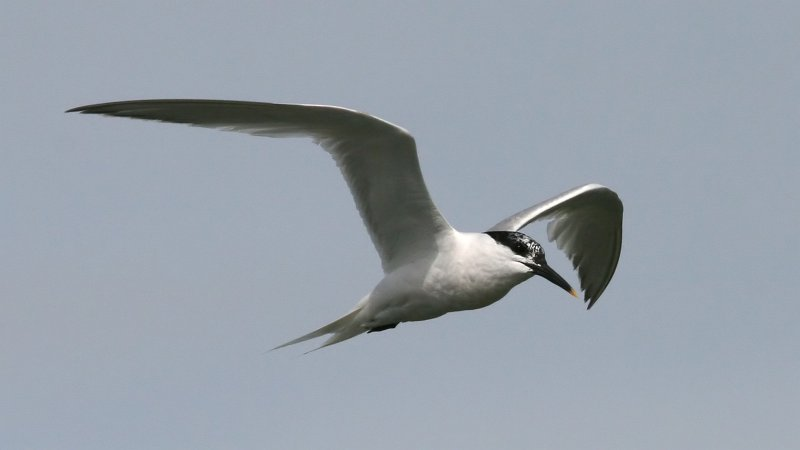
Jedinec v letu
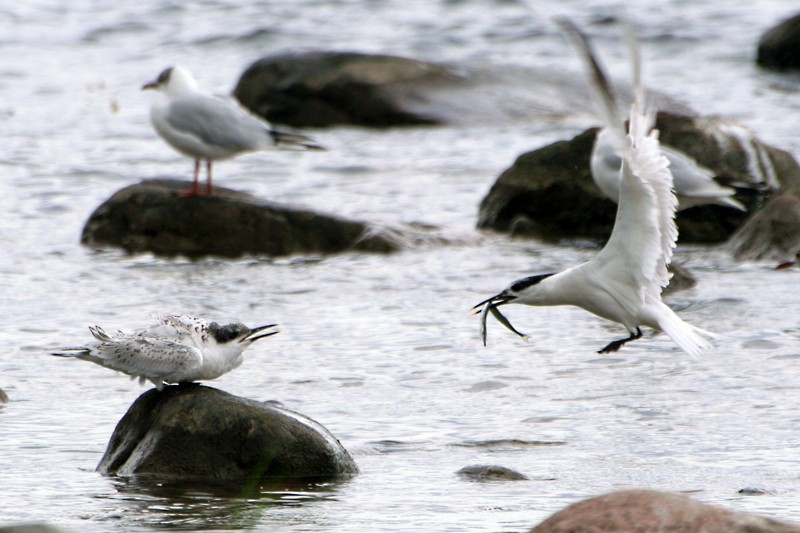
Rybák severní nese ulovenou rybku mláděti
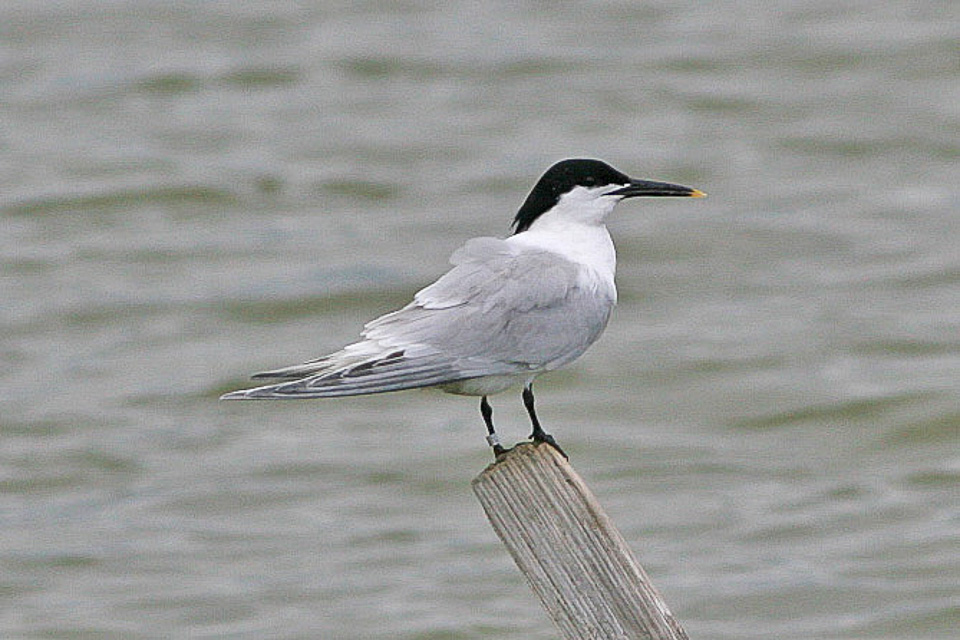
Jedinec z východního Sussexu
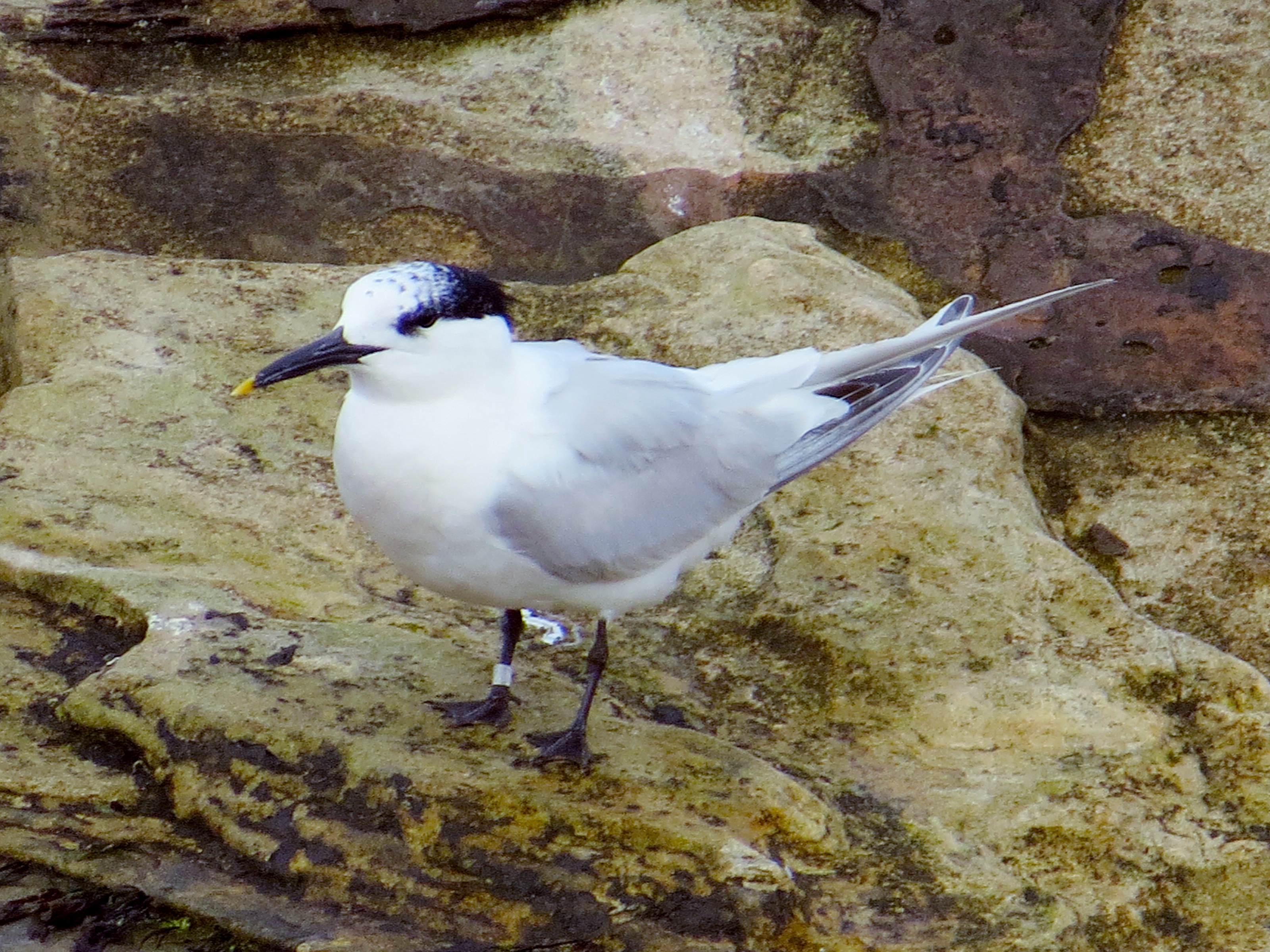
Jedinec v zimním šatu

## Rozšíření a populace
Rybák severní se vyskytuje na ploše o rozloze asi 100 000 až 1 000 000 km². Jeho populace se odhaduje na 460 až 500 tisíc kusů. Přestože se jedná o vysoká čísla, za posledních deset let se jejich populace snížila o více než 30 %. Dle IUCN se stále řadí mezi málo dotčená zvířata. Naopak se jedná o druh, na který se vztahuje Dohoda o ochraně africko-eurasijských stěhovavých vodních ptáků. Obecně platí, že tato dohoda se vztahuje na většinu druhů rybáků.
Za největší úbytek těchto ptáků může především lidská činnost, hlavně pak znečišťování prostředí vhodného pro rybáky.

## Ekologie
Rybák severní se vyskytuje ve velkých koloniích na pobřežích a ostrovech sladkovodních jezer. Živí se drobnými druhy sladkovodních ryb, která za letu chytají ve vodě a následně polykají. Pro mláďata vždy rodič nejdříve potravu natráví a poté ji vyvrhne. Samotné ryby hrají i důležitou roli při námluvách, kdy samec nabízí samici ulovenou rybu.
Rybáci severní hnízdí ve vyhrabaných důlcích v zemi, kde samice naklade 1 až 3 vejce. Následně probíhá inkubace, na které se střídavě podílí samec i samice. Kolonie jsou velké, proto se stává, že „hnízda“ jsou od sebe vzdálená ani ne 30 cm. Úmyslně hnízdí v blízkosti agresivnějších druhů. Právě proto si tito ptáci nedělají příliš velké starosti s dravci a málokdy jsou na ně přímo agresivní.